# Slug invasion
|  | Denne artikel er oprettet af botten PalnaBot ud fra en ekstern database. Den kan derfor have sproglige fejl eller mangler. Denne skabelon kan fjernes efter kontrol af indholdet. |

Slug invasion er en animationsfilm fra 2012 instrueret af Morten Helgeland og Casper Wermuth efter manuskript af Uri Kranot.

## Handling
Da dagen gryer over en norsk forstadshave, sættes scenen for en blodig krig mellem en sulten snegl og en ordentlig ældre dame. Alle kneb gælder i sult og krig!